# Episodi di Law & Order - I due volti della giustizia (settima stagione)
La settima stagione della serie televisiva Law & Order - I due volti della giustizia, composta da 23 episodi, è stata trasmessa in prima visione negli Stati Uniti, sul canale NBC, dal 18 settembre 1996 al 21 maggio 1997.
In Italia la stagione è stata trasmessa in prima visione e in disordine su Rai 2 dal 3 agosto 1998 al 14 settembre 2001. In particolare, venti episodi sono stati trasmessi dal 3 al 26 agosto 1998, uno (intitolato La mamma squillo) è stato trasmesso il 5 giugno 1999 e i restanti due (intitolati Cane rabbioso e Passione) sono stati trasmessi rispettivamente il 12 settembre e il 14 settembre 2001.
| nº | Titolo originale | Titolo italiano                    | Prima TV USA      | Prima TV Italia   |
| -- | ---------------- | ---------------------------------- | ----------------- | ----------------- |
| 1  | Causa Mortis     | Causa mortis                       | 18 settembre 1996 | 3 agosto 1998     |
| 2  | I.D.             | Sorelle                            | 25 settembre 1996 | 18 agosto 1998    |
| 3  | Good Girl        | Il ragazzo segreto                 | 2 ottobre 1996    | 7 agosto 1998     |
| 4  | Survivor         | Le antiche monete                  | 23 ottobre 1996   | 11 agosto 1998    |
| 5  | Corruption       | La mela marcia                     | 30 ottobre 1996   | 5 agosto 1998     |
| 6  | Double Blind     | La cavia                           | 6 novembre 1996   | 12 agosto 1998    |
| 7  | Deadbeat         | Il donatore                        | 13 novembre 1996  | 14 agosto 1998    |
| 8  | Family Business  | Affari di famiglia                 | 20 novembre 1996  | 17 agosto 1998    |
| 9  | Entrapment       | La trappola                        | 8 gennaio 1997    | 4 agosto 1998     |
| 10 | Legacy           | Un buon amico                      | 15 gennaio 1997   | 24 agosto 1998    |
| 11 | Menace           | La minaccia                        | 5 febbraio 1997   | 10 agosto 1998    |
| 12 | Barter           | Assicurazione sulla morte          | 12 febbraio 1997  | 15 agosto 1998    |
| 13 | Matrimony        | L'eredità                          | 19 febbraio 1997  | 13 agosto 1998    |
| 14 | Working Mom      | La mamma squillo                   | 26 febbraio 1997  | 5 giugno 1999     |
| 15 | D-Girl (1)       | Un brutale omicidio (1 2 e 3parte) | 13 marzo 1997     | 20 agosto 1998    |
| 16 | Turnaround (2)   | Un brutale omicidio (1 2 e 3parte) | 20 marzo 1997     | 21 agosto 1998    |
| 17 | Showtime (3)     | Un brutale omicidio (1 2 e 3parte) | 27 marzo 1997     | 22 agosto 1998    |
| 18 | Mad Dog          | Cane rabbioso                      | 4 aprile 1997     | 12 settembre 2001 |
| 19 | Double Down      | Un abile espediente                | 16 aprile 1997    | 25 agosto 1998    |
| 20 | We Like Mike     | Bravo Mike                         | 30 aprile 1997    | 26 agosto 1998    |
| 21 | Passion          | Passione                           | 7 maggio 1997     | 14 settembre 2001 |
| 22 | Past Imperfect   | Passato imperfetto                 | 14 maggio 1997    | 19 agosto 1998    |
| 23 | Terminal         | Pagamento dilazionato              | 21 maggio 1997    | 6 agosto 1998     |

## Causa mortis
- Titolo originale: Causa Mortis
- Diretto da: Ed Sherin
- Scritto da: René Balcer

### Trama
Briscoe e Curtis indagano sull'omicidio di un'insegnante, sposata con quattro figli, il cui corpo è stato abbandonato in un luogo isolato. Dopo qualche indagine, Briscoe e Curtis individuano il vero assassino, un allievo ispanico della vittima. Al momento del processo, McCoy può avvalersi di una prova importante nei suoi confronti: prima di morire, infatti, la vittima era riuscita a incidere su cassetta l'ultima conversazione con il suo assassino. McCoy, oltre ad avere un avversario molto agguerrito, ha una nuova assistente che si chiama Jamie Ross.
- Nota. Questo episodio è ispirato al caso di Kathleen Weinstein, che fu trovata morta nel fiume Toms, nelle vicinanze del New Jersey. Il suo assassino Michael LaSane, che all'epoca dell'omicidio aveva 17 anni, si dichiarò colpevole per omicidio di primo grado e fu condannato all'ergastolo.
- Nota. Questa è la prima apparizione nella serie per Carey Lowell, che interpreterà per due stagioni la nuova assistente di McCoy, Jamie Ross.

## Sorelle
- Titolo originale: I.D.
- Diretto da: Constantine Makris
- Scritto da: Ed Zuckerman

### Trama
Briscoe e Curtis indagano sull'omicidio di una giovane donna, avvenuto nell'ascensore di un grattacielo occupato da decine di uffici. La vittima viene identificata grazie alla sorella, in vacanza a New York. Briscoe e Curtis accertano che la vittima, insieme al marito, era coinvolta in un giro di truffe al tavolo da gioco: i due trovano una foto che ritrae la sorella con il marito della vittima, quindi lei diviene la principale sospettata. Ma durante il processo, il movente sentimentale svanisce quando il marito viene trovato morto. McCoy scopre che la truffatrice non è la vittima: ma è l'assassina. Purtroppo McCoy deve fare i conti con un giudice che, dopo aver fatto apprezzamenti pesanti su Ross, inizia a favorire in modo evidente la difesa, arrivando a far imprigionare McCoy per oltraggio alla corte.
- Nota. Questo episodio è ispirato a un caso di processo cioè lo Stato di New York vs. Ortiz del 1962.

## Il ragazzo segreto
- Titolo originale: Good Girl
- Diretto da: Jace Alexander
- Scritto da: Jeremy R. Littman

### Trama
Briscoe e Curtis indagano sull'omicidio di un giovane studente di colore, ma non ci impiegano molto a trovare il responsabile: una ragazza bianca che racconta di aver casualmente incontrato il ragazzo, di averlo lasciato nel suo appartamento, di essere stata stuprata e di averlo ucciso per legittima difesa, ma la Van Buren non le crede e la fa arrestare. McCoy però, non ha prove sufficienti per incriminarla né per convocare una giuria. A quel punto l'avvocato della famiglia della vittima ricorre al giudice in modo da obbligare McCoy a esercitare l'azione penale, fino a quando quest'ultimo e la Ross non scoprono che la vittima e la ragazza si frequentavano abitualmente, e il padre era al corrente della loro relazione.

## Le antiche monete
- Titolo originale: Survivor
- Diretto da: Vincent Misiano
- Scritto da: Barry M. Schkolnick

### Trama
Briscoe e Curtis indagano sull'omicidio di un antiquario e sul furto di una collezione di antiche monete appartenenti a un uomo d'affari, il quale le aveva affidate alla vittima. Risalendo alle origini delle monete, i detective scoprono che erano appartenute a un ebreo sopravvissuto ai campi di concentramento che in seguito le aveva vendute. L'uomo, recentemente scomparso, aveva però una figlia ossessionata dalle drammatiche vicende dei genitori e dall'idea di riavere la preziosa collezione di monete del padre. McCoy e Ross scoprono che le monete non esistono e che il presunto proprietario ne aveva millantato il possesso per assicurare in modo truffaldino un altro affare nei confronti delle banche.

## La mela marcia
- Titolo originale: Corruption
- Diretto da: Matthew Penn
- Scritto da: René Balcer e Gardner Stern

### Trama
Un poliziotto vecchio amico di Briscoe uccide uno spacciatore, durante un'azione antidroga in cui partecipano anche lo stesso Briscoe e Curtis. L'uomo invoca la legittima difesa, ma nessuno dei colleghi ha visto esattamente come si sono svolti i fatti. Curtis vuole vederci chiaro, nonostante le intimidazioni del poliziotto. Anche lo stesso Briscoe lo intimidisce di farsi i fatti suoi, convinto dell'innocenza dell'amico e, soprattutto, del fatto che i poliziotti si debbano sempre aiutare tra loro. Invece Briscoe, Curtis, McCoy e la Ross scoprono che è corrotto e che aveva assassinato lo spacciatore perché glielo aveva ordinato un boss della malavita. Ma al momento di confessare il fatto, l'uomo coinvolge anche Briscoe affermando che 5 anni prima anche lui aveva collaborato per eliminare le prove di un delitto commesso dal boss.
- Nota. Questo episodio è ispirato a due casi accaduti: il primo è sui furti di eroina avvenuti tra il 1967 e il 1972 presso l'ufficio del Dipartimento delle proprietà del Dipartimento di Polizia di New York. Nel corso di questi anni, oltre 70 milioni di dollari di droga furono sottratti alle prove, con i ladri che usavano una variante di documenti di identità, tutti basati sulle informazioni del detective Joseph Nunziata, ma quest'ultimo fu trovato morto prima che l'indagine potesse essere conclusa, e non sarebbe mai stato accertato se fosse o meno collegato ai fatti. Il secondo caso invece è sulle presunte rivelazioni sulla corruzione all'interno del NYPD fatte da Frank Serpico e David Kurk, e la successiva Commissione Knapp.
- Nota. Questo episodio è stato successivamente adattato come ultimo episodio della seconda stagione di Law & Order: UK intitolato Vincoli d'onore.

## La cavia
- Titolo originale: Double Blind
- Diretto da: Christopher Misiano
- Scritto da: Jeremy R. Littman e William N. Fordes

### Trama
Briscoe e Curtis indagano sull'omicidio di un inserviente di un laboratorio scientifico e sospettano di un ragazzo con gravi problemi mentali che frequentava il laboratorio. Il ragazzo, infatti, stava partecipando a una sperimentazione per un nuovo farmaco contro la schizofrenia. Il suo difensore cerca di invocare l'infermità mentale, anche se McCoy scopre che la diagnosi del ragazzo era sbagliata fin dall'inizio.

## Il donatore
- Titolo originale: Deadbeat
- Diretto da: Constantine Makris
- Scritto da: Ed Zuckerman e I.C. Rapoport

### Trama
Briscoe e Curtis indagano sull'omicidio di un uomo poco affidabile, che non aveva mai pagato gli alimenti alla sua ex moglie e che non si era mai interessato alla possibilità di donare il midollo osseo al figlio, gravemente malato di leucemia. Quindi i sospetti ricadono sul nonno materno del bambino; ma McCoy e la Ross incontrano delle difficoltà a costruire delle accuse a suo carico, sia per l'aggressività del legale dell'uomo, una vecchia amica della Ross, e sia per la simpatia dell'opinione pubblica nei confronti dell'uomo e della figlia.
- Nota. In questo episodio appare per la prima volta nel franchise l'attrice Tamara Tunie, che qui interpreta l'avvocato difensore del nonno del bambino malato di leucemia; anni dopo diverrà nota per il ruolo del medico legale Melinda Warner nel primo spin-off della serie chiamato Law & Order - Unità vittime speciali.
- Nota. Questo episodio è ispirato al caso di Jeffrey Nichols, che nel 1996 fu accusato di frode assicurativa per pagare il debito contratto per la donazione di midollo osseo al nipote, figlio del primo figlio di Nichols.

## Affari di famiglia
- Titolo originale: Family Business
- Diretto da: Lewis H. Gould
- Scritto da: Gardner Stern e Barry M. Schkolnick

### Trama
Briscoe e Curtis indagano sull'omicidio del proprietario di un negozio di abbigliamento, ma intuiscono subito che dietro al delitto ci sarebbe la famiglia della vittima: il suocero gravemente malato e le sue due figlie, una delle quali era la moglie della vittima. In particolare, entrambe le sorelle avevano un buon movente per l'omicidio: la prima voleva evitare la richiesta di divorzio e l'affidamento dei figli e la seconda temeva che l'uomo denunciasse la sua cattiva gestione degli affari del negozio. Il problema per McCoy e la Ross è di individuare il responsabile del delitto quando la moglie della vittima accusa la sorella del delitto, in cambio dell'immunità.

## La trappola
- Titolo originale: Entrapment
- Diretto da: Matthew Penn
- Scritto da: René Balcer e Richard Sweren

### Trama
Briscoe e Curtis indagano su una sparatoria in cui il leader di un'associazione di difesa dei diritti degli afroamericani è rimasto ferito e la sua guardia del corpo è rimasta uccisa. I due sospettano del figlio del leader precedente della stessa associazione, a sua volta rimasto vittima di un attentato. Il ragazzo infatti riteneva che l'uomo avesse favorito l'omicidio del padre per sostituirsi a lui. Il problema per McCoy e la Ross è che la principale testimone, cioè l'ex fidanzata del sospettato, in passato era stata convinta dall'FBI a testimoniare contro una setta religiosa in cambio di denaro. Il legale del ragazzo, a questo punto, ha gioco facile nel sostenere che il suo cliente è rimasto vittima di una trappola, convincendo la giuria che la ragazza lo avrebbe istigato all'omicidio, per farlo condannare dai giudici federali.
- Guest star: Michelle Hurd (Angela Roney).

- Nota. L'attrice Michelle Hurd, che in questo episodio interpreta l'ex fidanzata del sospettato di un attentato, è stata una dei protagonisti della prima stagione dello spin-off Law & Order - Unità vittime speciali.
- Nota. Questo episodio è ispirato al caso di Qubilah Shabazz, una donna che assistette per caso all'omicidio del padre, Malcolm X; nel 1995 fu arrestata per aver complottato di uccidere Louis Farrakhan, uno dei discepoli dell'attivista assassinato, che la figlia di quest'ultimo ha ritenuto il mandante dell'omicidio del padre, ma la donna accettò un patteggiamento pur di non finire in prigione.

## Un buon amico
- Titolo originale: Legacy
- Diretto da: Brian Mertes
- Scritto da: Ed Zuckerman e Jeremy R. Littman

### Trama
Briscoe e Curtis indagano sul tentato omicidio di un uomo, ma riescono a identificare l'uomo che lo ha ferito, un killer professionista, ricollegando il caso a un altro delitto avvenuto anni prima. Cercando di scoprire il mandante del tentato omicidio, Briscoe e Curtis capiscono che il movente è in relazione con la vita privata dell'uomo. I due individuano e arrestano l'ex suocera della moglie della vittima, cioè la madre del primo marito di lei precedentemente deceduto. La donna si dichiara colpevole, ma chiede a McCoy e alla Ross di indagare sull'omicidio del figlio, accusando il secondo marito della nuora, che allora era solo un amico del figlio, di averlo ucciso per sedurre e sposare la sua vedova.
- Nota. L'attrice che in questo episodio interpreta la mandante del tentato omicidio dell'assassino del figlio è Frances Sternhagen, nota al pubblico italiano per aver interpretato la suocera di Charlotte nella serie della HBO Sex and the City e la nonna di Carter nella serie della NBC E.R. Medici in prima linea.

## La minaccia
- Titolo originale: Menace
- Diretto da: Constantine Makris
- Scritto da: Barry M. Schkolnick e I.C. Rapoport

### Trama
Briscoe e Curtis indagano sulla strana morte di una dipendente di una fabbrica di scarpe. Credono che si sia trattato di suicidio, ma sospettano che ci sia anche lo zampino del marito instabile e violento. McCoy e la Ross lo accusano di aver inseguito e minacciato la vittima, di averla picchiarla spesso e di averla spinta a buttarsi in seguito a un banale incidente stradale. Ma davanti al Grand Jury, la Ross non riesce a incriminarlo per omicidio, anche perché un testimone improvvisamente ritratta, in quanto aveva precedentemente dichiarato altro a Briscoe e Curtis. Ma mettendo sotto controllo il telefono del testimone, Briscoe e Curtis risalgono all'ex compagno di cella del sospettato, un incendiario il cui coinvolgimento nel caso sposta l'attenzione degli inquirenti su un incendio che tempo prima aveva distrutto l'azienda in cui la vittima lavorava.
- Nota. Questo episodio è ispirato al caso di Dorotha Word, che nel 1995 venne trovata morta su un ponte del fiume Detroit; il colpevole dell'omicidio, l'ex marito Martell Walch Jr. fu dichiarato colpevole di omicidio di secondo grado e condannato da 14 a 23 anni di reclusione.

## Assicurazione sulla morte
- Titolo originale: Barter
- Diretto da: Dan Karlok
- Scritto da: René Balcer e Eddie Feldman

### Trama
Briscoe e Curtis indagano sull'omicidio di un'analista finanziario uccisa nel garage del suo condominio, ma scoprono che non era lei il vero obiettivo dell'agguato, bensì un'altra persona: una donna che aveva stipulato una polizza assicurativa sulla propria vita, nominando come beneficiario della polizza suo marito. I detective riescono a individuare il presunto killer, ma poco dopo la donna viene uccisa; McCoy e la Ross allora si concentrano sul proprietario della compagnia assicurativa che ha prestato denaro ai coniugi nonché al killer. Stranamente, la maggior parte dei clienti che non riuscivano a pagare i premi della loro polizza sulla vita si erano suicidati oppure avevano beneficiato di forti sconti sulla somma da pagare: McCoy crede che avevano accettato di eliminare i debitori insolventi in cambio di uno sconto su quanto da loro dovuto.

## L'eredità
- Titolo originale: Matrimony
- Diretto da: Lewis H. Gould
- Scritto da: Ed Zuckerman e Richard Sweren

### Trama
Briscoe e Curtis indagano sull'omicidio di un anziano molto ricco, sospettando subito della moglie, ex ballerina di un night club, che però oltre ad avere un ottimo movente, ha anche un alibi di ferro. Briscoe e Curtis allora sospettano alcuni ragazzi di famiglia modesta che avevano trascorso la serata con la vittima, la quale li stava supportando economicamente nei loro studi al college. Tutto quello che i detective scoprono indagando in tale direzione è il tentativo di furto di una pelliccia, che però apre una falla nell'alibi della moglie.
- Nota. Questo episodio è ispirato al caso dell'attrice Anna Nicole Smith, che nel 1994 sposò un uomo più anziano di lei, James Howard Marshall II, che morì l'anno successivo con la Smith che ereditò i suoi averi; il figlio del defunto, Everett Pierce Marshall, andò su tutte le furie facendo causa ai procuratori, ma perse la causa.

## La mamma squillo
- Titolo originale: Working Mom
- Diretto da: Jace Alexander
- Scritto da: Jeremy R. Littman e I.C. Rapoport

### Trama
L'omicidio a colpi d'arma da fuoco di Gilbert "Gilly" Keene, un ex poliziotto, in un quartiere noto per la prostituzione porta Briscoe e Curtis a conoscere due casalinghe di periferia, sposate e con figli, che sono segretamente squillo di alto bordo. Quando un rossetto speciale di una delle due casalinghe viene confrontato a un campione di rossetto prelevato da un punto molto privato della vittima, pare che McCoy abbia chiuso il caso e trovato il colpevole. Tuttavia, l'accusata denuncia di essere stata stuprata dalla vittima e assume un famoso avvocato specializzato in diritti delle donne per difenderla.
- Guest star: Felicity Huffman (Hillary Colson).

- Nota. La protagonista di questo episodio, Felicity Huffman, è nota per aver interpretato Lynette Scavo nella serie dell'ABC Desperate Housewives; l'attrice era apparsa anche nel sesto episodio della terza stagione della serie intitolato Senza aiuto.

## Un brutale omicidio (prima parte)
- Titolo originale: D-Girl (1)
- Diretto da: Ed Sherin
- Scritto da: René Balcer, Ed Zuckerman e Gardner Stern

### Trama
Un cadavere senza testa ripescato dal fiume manda Briscoe e Curtis a Los Angeles per ottenere un campione di sangue dal loro principale sospettato. Tornati a New York, McCoy e Ross cercano di ottenere un mandato del tribunale per arrestare il loro indiziato.
- Guest star: Lauren Graham (Lisa Lundquist), Scott Cohen (Eddie Newman), Michael Zaslow (Ben Hollings).

- Nota. Il titolo originale dell'episodio è D-Girl dove la D sta per sviluppo. Nel mondo del cinema americano, una D-Girl è una persona (non necessariamente una ragazza) che occupa il gradino più basso nella gerarchia di una società cinematografica. Il suo lavoro è quello di eseguire compiti considerati di basso livello come ad esempio la lettura di un copione.
- Nota. Gli attori Lauren Graham e Scott Cohen sono stati protagonisti della serie TV Una mamma per amica.

## Un brutale omicidio (seconda parte)
- Titolo originale: Turnaround (2)
- Diretto da: Ed Sherin
- Scritto da: René Balcer, Ed Zuckerman e Gardner Stern

### Trama
A New York, Briscoe e Curtis cercano di definire gli impegni del sospettato la notte dell'omicidio, ma scoprono invece che un altro uomo era nella zona al momento giusto e, cosa più importante, potrebbe avere un movente per il crimine. Dopo aver ottenuto un nuovo mandato d'arresto, McCoy e Ross devono volare a Los Angeles per difendere il loro mandato dagli attacchi dell'avvocato difensore dell'uomo, l'ex marito di Ross, Neal Gorton.
- Guest star: Lauren Graham (Lisa Lundquist), Scott Cohen (Eddie Newman), Jude Ciccolella (Allen Scherick).

## Un brutale omicidio (terza parte)
- Titolo originale: Showtime (3)
- Diretto da: Ed Sherin
- Scritto da: René Balcer, Ed Zuckerman e Gardner Stern

### Trama
Il processo contro Eddie Newman ha inizio, ma le possibilità di condanna dell'accusa sono ostacolate da un team di avvocati difensori, dalle pressioni personali di Gorton su Ross e da un'accusa a sorpresa di molestie sessuali. Anche la relazione di Curtis con Lisa crea tensione.
- Guest star: Lauren Graham (Lisa Lundquist), Scott Cohen (Eddie Newman), Michael Zaslow (Ben Hollings).

- Nota. Questa è stata l'ultima apparizione televisiva dell'attore Michael Zaslow. L'attore era noto per aver interpretato il cattivo Roger Thorpe nella soap opera della CBS Sentieri ed era già apparso in Law & Order nell'episodio della quinta stagione Truffa ai truffati.

## Cane rabbioso
- Titolo originale: Mad Dog
- Diretto da: Christopher Misiano
- Scritto da: René Balcer

### Trama
Uno stupratore seriale viene rilasciato sulla parola dopo 18 anni di prigione, nonostante la testimonianza sfavorevole di McCoy, che si era occupato del caso. In seguito, Briscoe e Curtis indagano sull'omicidio di una ragazza avvenuto proprio in casa dell'uomo. McCoy è convinto che l'uomo tornato in libertà sia l'assassino, e chiede a Briscoe e Curtis di sorvegliarlo 24 ore su 24 spingendosi pericolosamente vicino ai limiti dei suoi doveri come pubblico ministero. L'episodio si conclude con la morte dell'uomo ucciso dalla figlia per salvare la vicina di casa.
- Nota. Questo episodio è ispirato al caso di Megan Kanka, una bambina di 7 anni che il 29 luglio 1994 fu trovata morta in un cantiere a Hamilton nella Contea di Mercer a New Jersey violentata e strangolata dal suo vicino di casa Jesse Timmendequas; l'uomo fu condannato a morte ma, in seguito all'abolizione della pena capitale nello Stato, la sua pena venne commutata in ergastolo.
- Nota. Il direttore della fotografia Constantine Makris ottenne nello stesso anno come Miglior direttore della fotografia di un episodio della serie.

## Un abile espediente
- Titolo originale: Double Down
- Diretto da: Arthur W. Forney
- Scritto da: Ed Zuckerman, Richard Sweren e Simon Winchelberg

### Trama
Briscoe e Curtis indagano sulla rapina in una gioielleria dove viene ucciso un poliziotto e sequestrato un uomo. Mentre i detective cercano l'uomo rapito, uno dei due rapinatori viene rintracciato, ferito da una pallottola vagante durante la rapina. Il rapinatore è pronto a rivelare il luogo dove è nascosto l'uomo in cambio della riduzione di pena per l'omicidio del poliziotto. Briscoe e Curtis sono contrari all'idea, infatti l'uomo sequestrato viene ritrovato morto. A questo punto, McCoy usa tutta la sua astuzia per aggirare l'accordo fatto e assicurare il criminale alla giustizia.
- Nota. Questo episodio è ispirato al caso di John Leo Brady e Donald Boblit che il 27 giugno 1958 uccisero un loro conoscente, William Brooks. I due vennero condannati a morte, ma le loro pene vennero commutate in ergastolo; Brady venne rilasciato e andò a lavorare come camionista in Florida, dove si era trasferito.

## Bravo Mike
- Titolo originale: We Like Mike
- Diretto da: David Platt
- Scritto da: Gardner Stern e I.C. Rapoport

### Trama
Briscoe e Curtis indagano sull'omicidio di un ragazzo di buona famiglia trovato nella sua auto. I due sospettano di un giovane che la sorella della vittima ha visto nei pressi del luogo del delitto e scoprono che ha dei precedenti penali, è in possesso di denaro di cui non sa spiegare la provenienza e ha il giaccone sporco di sangue della vittima. Il ragazzo viene subito arrestato poche ore prima del suo matrimonio, e rimane in cella prima che Briscoe e Curtis inizino a sospettare anche di uno spacciatore di droga. A quel punto il giovane decide di aiutare McCoy e la Ross a far condannare lo spacciatore che avrebbe ucciso il ragazzo per questioni di droga.
- Nota. Questo episodio è ispirato al caso di Ennis Cosby (figlio dell'attore Bill Cosby) che fu ucciso con un colpo di pistola alla testa il 16 gennaio 1997 a Los Angeles durante un tentativo di rapina. Il colpevole dell'omicidio, Mikhail Markhasev, fu dichiarato colpevole di omicidio di primo grado e condannato all'ergastolo, perché la famiglia Cosby era contraria alla pena di morte.

## Passione
- Titolo originale: Passion
- Diretto da: Constantine Makris
- Scritto da: Barry M. Schkolnink e Richard Sweren

### Trama
Briscoe e Curtis indagano sull'omicidio di una attraente e giovane editor, trovata morta nell'appartamento di uno degli scrittori con i quali lavorava. I detective scoprono che la vittima aveva una relazione con lo scrittore, e i sospetti si concentrano sulla ragazza dell'uomo, un'avvocatessa che, pur di compiacere il compagno, aveva mandato il proprio figlio, con cui lui non andava d'accordo, a studiare in collegio. La colpevolezza della donna sembra evidente, ma McCoy comincia ad avere dei dubbi quando la donna, prima del processo, tenta il suicidio. McCoy ottiene l'autorizzazione del giudice a leggere le lettere di lei scritte al figlio e al compagno: stava coprendo il suo convivente, ma non era lui a coprire la donna.

## Passato imperfetto
- Titolo originale: Past Imperfect
- Diretto da: Christopher Misiano
- Scritto da: Janis Diamond

### Trama
Briscoe e Curtis indagano sull'omicidio di un'ex modella, sulla scena del crimine ci sono tracce di sangue appartenenti a un suo consanguineo. I sospetti cadono sul figlio della donna, ma il suo sangue non corrisponde a quello trovato sul cadavere. In seguito, però, emerge che la vittima aveva avuto, da giovane, un'altra figlia, abbandonata ai servizi sociali poco dopo la nascita, che l'aveva rintracciata di recente, e a cui l'ex modella aveva rivelato che il padre era un multimilionario, morto di tumore pochi mesi prima. La ragazza era intenzionata ad avanzare pretese sull'eredità del padre facendo il test di paternità, tramite le cellule conservate a scopo di ricerca, e che la madre confermasse l'attendibilità della storia con una dichiarazione scritta, che lei non voleva firmare per non rivelare un altro segreto del passato.
- Guest star: David McCallum (Craig Holland).

- Nota. L'attore David McCallum è noto per aver interpretato il medico legale Ducky Mallard nella serie NCIS - Unità anticrimine.

## Pagamento dilazionato
- Titolo originale: Terminal
- Diretto da: Constantine Makris
- Scritto da: René Balcer e Ed Zuckerman

### Trama
Briscoe e Curtis indagano su una sparatoria, avvenuta durante una crociera, a causa della quale due persone sono morte e diverse sono rimaste ferite. Individuano la vittima designata dall'assassino, cioè la giovane proprietaria di un'agenzia di viaggi, che per fortuna è rimasta ferita solo al braccio. A quel punto i detective sospettano di un proprietario di un'agenzia di viaggi, che si era rivolto alla donna per ottenere i biglietti della crociera senza pagare. Ma, quando il caso passa alla procura, Schiff riceve delle pressioni dal governatore affinché, per motivi politici, l'uomo venga incriminato per omicidio di primo grado e condannato a morte, anche se non ci sono prove certe della colpevolezza dell'imputato. Schiff si rifiuta e si scontra in modo civile e pacato con il governatore, che decide di rimuovere Schiff dal caso, assegnando la conduzione del processo al procuratore generale dello Stato di New York, desideroso anche lui di condannare a morte l'uomo. Alla fine, Schiff con le sue argomentazioni e l'aiuto di McCoy e Ross riesce a evitare il peggio. L'episodio si conclude con Schiff che stacca la spina delle macchine che tenevano in vita la moglie, gravemente malata di tumore.
- Nota. Questo episodio è ispirato al caso di Angel Diaz accusato di aver ucciso Kevin Gillenspie, un poliziotto di New York. Durante le indagini, il governatore George Pataki rimosse il procuratore generale Robert Johnson dal caso e lo sostituì con il procuratore generale Dennis Vacco, perché Johnson non aveva intenzione di chiedere la pena di morte per l'imputato. Successivamente Diaz si tolse la vita nella sua cella mentre era in attesa del processo.
- Nota. Nell'episodio trasmesso in Italia, l'attore Steven Hill viene doppiato per l'ultima volta da Bruno Alessandro; dalla stagione successiva alla decima (nella quale Hill lascerà la serie), l'attore verrà doppiato da Sergio Fiorentini.